# 過海隧道巴士982X線
過海隧道巴士982X線是香港一條西區海底隧道的繁忙時間巴士路線，由九巴及城巴聯營，上午由愉翠苑單向前往灣仔（菲林明道）（另設特別班次由水泉澳單向前往灣仔（菲林明道）），黃昏則由金鐘（東）開往愉翠苑，為182線的特別班次。

## 歷史
由於過海隧道巴士182P線沿線途經的獅子山隧道、窩打老道、公主道及紅磡海底隧道，在早上繁忙時間經常塞車，導致乘客行車時間受到延誤；而同樣提供沙田過海服務的香港居民巴士NR88線在增設途經青沙公路和西隧的特別班次後大受歡迎，客量大增。故此在《2012-13年沙田區巴士路線發展計劃》，建議182P線大幅修改行車路線，改經青沙公路、連翔道及西區海底隧道，避開出現經常性擠塞的路段，路線編號由182P改稱982X（即本路線），終點站設於灣仔軒尼詩道近菲林明道。
- 2012年8月27日：本線投入服務，取代途經海底隧道的182P線[3][4]。
- 2013年5月6日：本線加強服務至星期一至五開出4班[5]。
- 2014年3月10日：本線進一步加強服務，改為星期一至五開出6班[6]。
- 2015年7月13日：本線逢星期一至五的班次增至8班[7]。
- 2015年11月30日：本線逢星期一至五的增設2班由水泉澳單向前往灣仔（菲林明道）。
- 2016年4月17日：九巴班次增設到站時間預報。
- 2016年12月12日：由水泉澳開出之特別班次增至4班。
- 2017年7月10日：由水泉澳開出之特別班次增至6班。
- 2018年1月22日：由水泉澳開出之特別班次增至9班[8][9]。
- 2018年5月27日：城巴班次增設實時抵站時間查詢服務。
- 2018年6月4日：星期一至五由愉翠苑開出之班次增至11班，服務時間延長至由06:55到08:10，並增設沙田圍路「多石」站。
- 2018年11月5日：增設4班由金鐘（東）巴士總站開出往愉翠苑的下午繁忙時間回程服務，服務時間為17:50至18:20[10]。
- 2019年9月23日：星期一至五上午由水泉澳開出增至11班，分別是07:10、07:19、07:23、07:29、07:35、07:42、07:49、07:56、08:03、08:10及08:20；下午由金鐘站開出增至6班，分別是17:47、17:55、18:03、18:11、18:19及18:27。[11]
- 2022年7月25日：星期一至五上午由愉翠苑及水泉澳開出的班次減至9班。
- 2023年4月17日：星期一至五上午由愉翠苑及水泉澳開出的班次分別減至8班及7班。
- 2024年3月25日：星期一至五由愉翠苑開出之班次減至七班；星期一至五07:55由水泉澳開出之班次延遲三分鐘至07:58開出。
- 2024年8月10日：取消星期六班次。[12][13]

## 服務時間及班次
- 星期一至五：
  - 沙田（愉翠苑）開：06:55、07:15、07:30、07:37、07:48、08:00、08:10
  - 沙田（水泉澳）開：07:10、07:25、07:35、07:46、07:58、08:09、08:20
  - 金鐘（東）開：17:47、17:55、18:03、18:11、18:19、18:27

星期六、日及公眾假期不設服務
- 有紅字班次為九巴派車，其餘班次為城巴派車。

## 收費
全程：$19.6
- 西區海底隧道轉車站往灣仔（菲林明道）：$11.5
- 過西區海底隧道後往灣仔（菲林明道）：$7.2
- 過西區海底隧道後往愉翠苑：$16.9
- 大圍站往愉翠苑：$7.6

| - 本線設有12歲以下小童及65歲或以上長者半價優惠。 - 65歲或以上香港居民使用「樂悠咭」，以及12歲以下合資格殘疾兒童使用「殘疾人士身份」個人八達通繳付車資，均可享有每程$2.0或半價（以較低者為準）的票價優惠；12至64歲合資格殘疾人士使用「殘疾人士身份」個人八達通（包括「樂悠咭」），以及60至64歲香港居民使用「樂悠咭」繳付車資，均可享有每程$2.0或全費（以較低者為準）的票價優惠。 - 65歲或以上長者如使用長者或一般個人八達通繳付車資，則只可享有半價優惠；12至64歲合資格殘疾人士如不使用「殘疾人士身份」個人八達通，以及60至64歲人士如不使用「樂悠咭」繳付車資，必須繳付全費。 - 乘客可以現金或八達通於上車時付款，不設找續。 - 每位成人乘客可免費攜帶最多兩名4歲以下而不佔座位的兒童乘客乘車，超額之4歲以下小童必須繳付小童車費乘車。 - 持有「九巴月票」之乘客在車票有效期內，每日可享最多10程任何九龍巴士及龍運巴士路線（包括本路線，合資格車程只適用於九龍巴士／龍運巴士提供的班次；惟乘搭機場「A」及「NA」線則可享原價二七折優惠（不會計算每天10次合資格車程））；而B1線則可每日可享最多2程（不會計算每天10次合資格車程）。 - 九龍巴士、城巴、龍運巴士及陽光巴士全職員工及家屬（不包括外判職員）可免費乘搭本路線（陽光巴士員工及家屬只適用於九龍巴士提供的班次），惟必須拍職員或職員家屬八達通。 - 乘客亦可使用AlipayHK「易乘碼」、支付寶、WeChatHK／微信支付「搭車碼」、銀聯雲閃付「乘車碼」及BOC Pay「乘車碼」、具有感應式支付功能的JCB、卡美國運通、大來國際、Discover Card（只適用於九龍巴士／龍運巴士提供的班次）、VISA、Mastercard及銀聯卡，以及Apple Pay、Google Pay及Samsung Pay流動支付平台繳付車資。九巴班次的乘客使用上述付款方式，將只可享有與其他九巴路線／聯營路線九巴班次之轉乘優惠；城巴班次的乘客使用上述付款方式，將只可享有與其他城巴獨營路線或聯營線城巴班次之轉乘優惠。乘客亦不能享有「公共交通費用補貼計劃」及「長者及合資格殘疾人士公共交通票價優惠計劃」。 |

## 用車
九巴方面，9輛用車均由182線抽調，常見車型為富豪B9TL 12米（AVBWU）。
城巴方面，全線共派出不少於7輛用車。其中上午時段頭班車由930線抽調，其餘上午時段班次則由182線抽調。常見車型包括亞歷山大丹尼士Enviro 500 12米（81XX-83XX）及亞歷山大丹尼士Enviro 500 MMC （12米83XX-85XX及12.8米63XX-64XX）。

## 行車路線
愉翠苑開經：牛皮沙街、插桅杆街、銀城街、沙田圍路、沙角街、大涌橋路、車公廟路、青沙公路（沙田嶺隧道、尖山隧道）、荔寶路、連翔道、西九龍公路、西區海底隧道、干諾道西、干諾道中、林士街、德輔道中、遮打道、美利道、金鐘道及軒尼詩道。
水泉澳特別班次由水泉澳巴士總站開出後，經多石街、博泉街、水泉坳街到達沙角街「博康邨」巴士站後依常規班次的行車路線開往灣仔。
金鐘（東）開經：樂禮街、德立街、添馬街、夏愨道、紅棉路支路、金鐘道、德輔道中、摩利臣街、干諾道西、西區海底隧道、西九龍公路、連翔道、青沙公路（尖山隧道、沙田嶺隧道）、車公廟路、大涌橋路、沙角街、乙明邨街、沙角街、逸泰街、水泉坳街、博泉街、多石街、水泉澳邨公共運輸交匯處、多石街、沙田圍路、牛皮沙街及翠欣街。

### 沿線車站

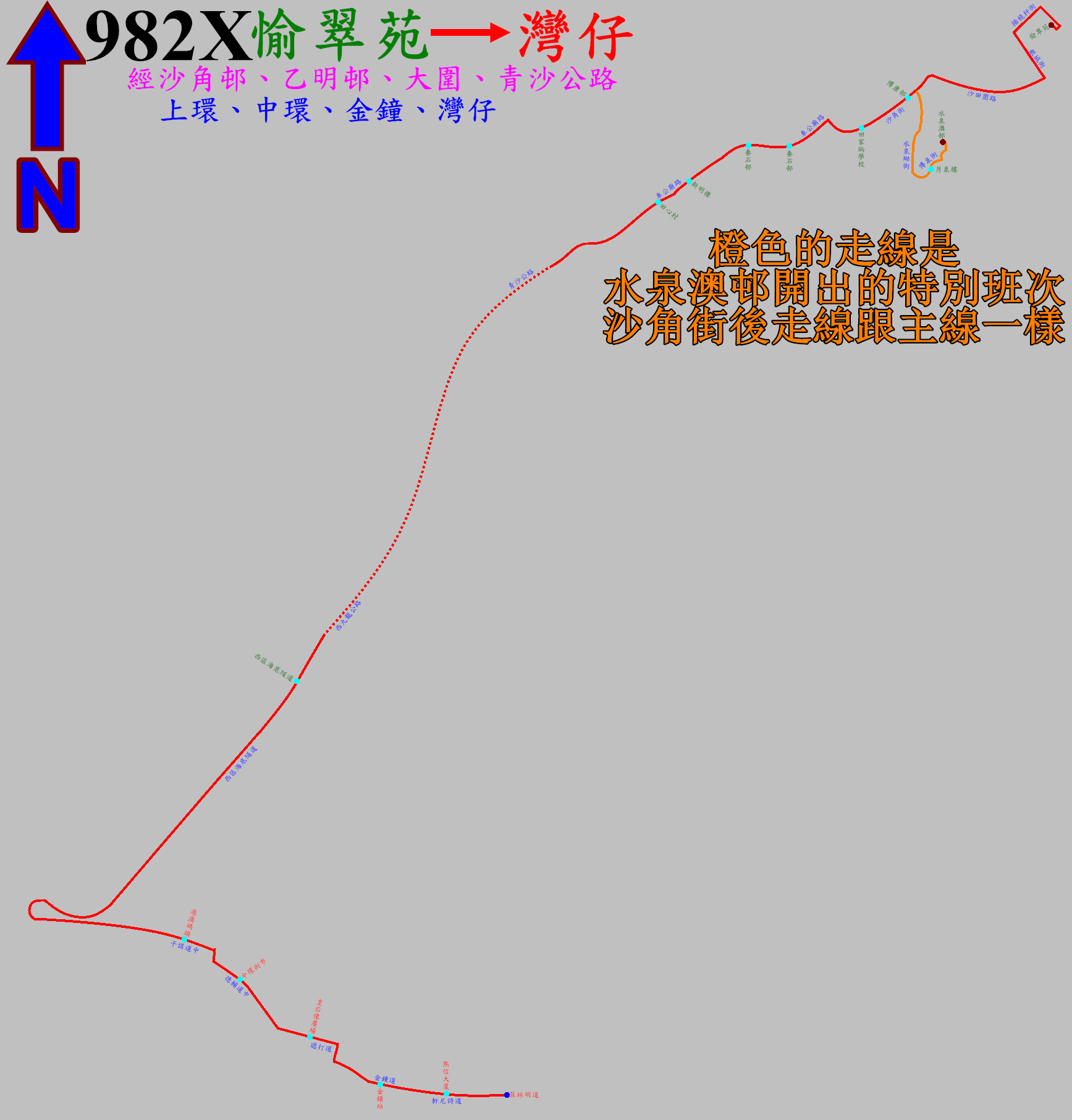
982X線港島方向的走線圖

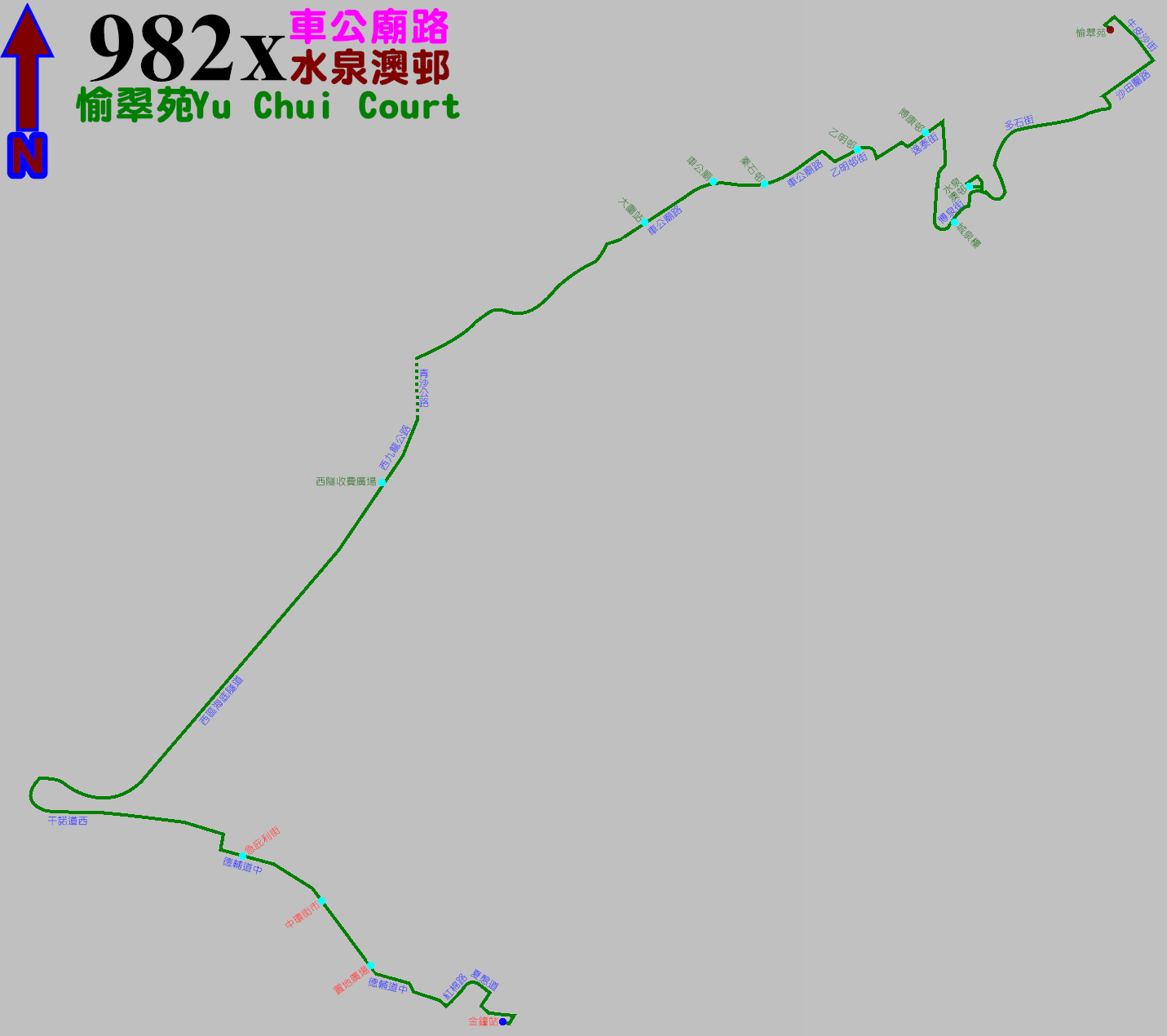
982X線沙田方向的走線圖

| 沙田（愉翠苑）開                         | 沙田（愉翠苑）開                         | 沙田（愉翠苑）開                         | 沙田（水泉澳）開                         | 沙田（水泉澳）開                         | 沙田（水泉澳）開                         | 金鐘（東）開 | 金鐘（東）開                  | 金鐘（東）開         |
| 序號                                     | 車站名稱                                 | 位置                                     | 序號                                     | 車站名稱                                 | 位置                                     | 序號         | 車站名稱                      | 位置                 |
| ---------------------------------------- | ---------------------------------------- | ---------------------------------------- | ---------------------------------------- | ---------------------------------------- | ---------------------------------------- | ------------ | ----------------------------- | -------------------- |
| 1                                        | 愉翠苑巴士總站                           | 愉翠苑公共運輸交匯處                     | 1                                        | 水泉澳巴士總站                           | 水泉澳公共運輸交匯處                     | 1            | 金鐘站 （金鐘（東）巴士總站） | 金鐘（東）巴士總站   |
| 2                                        | 多石                                     | 沙田圍路                                 | 2                                        | 水泉澳邨月泉樓                           | 博泉街                                   | 2            | 置地廣場                      | 德輔道中             |
| （兩個方向在此交匯，其後路線及車站相同） | （兩個方向在此交匯，其後路線及車站相同） | （兩個方向在此交匯，其後路線及車站相同） | （兩個方向在此交匯，其後路線及車站相同） | （兩個方向在此交匯，其後路線及車站相同） | （兩個方向在此交匯，其後路線及車站相同） | 3            | 中環街市                      | 德輔道中             |
| 序號                                     | 序號                                     | 車站名稱                                 | 車站名稱                                 | 位置                                     | 位置                                     | 4            | 急庇利街                      | 德輔道中             |
| 3                                        | 3                                        | 博康邨                                   | 博康邨                                   | 沙角街                                   | 沙角街                                   | 5            | 西區海底隧道轉車站（B3）      | 西區海底隧道         |
| 4                                        | 4                                        | 救世軍田家炳學校                         | 救世軍田家炳學校                         | 沙角街                                   | 沙角街                                   | 6            | 大圍轉車站－大圍站（F1）      | 車公廟路             |
| 5                                        | 5                                        | 秦石邨                                   | 秦石邨                                   | 車公廟路                                 | 車公廟路                                 | 7            | 車公廟                        | 車公廟路             |
| 6                                        | 6                                        | 車公廟                                   | 車公廟                                   | 車公廟路                                 | 車公廟路                                 | 8            | 秦石邨                        | 車公廟路             |
| 7                                        | 7                                        | 大圍轉車站－新翠邨新明樓（A1）           | 大圍轉車站－新翠邨新明樓（A1）           | 車公廟路                                 | 車公廟路                                 | 9            | 乙明邨街 （乙明邨）           | 乙明邨街             |
| 8                                        | 8                                        | 大圍轉車站－田心村（D1）                 | 大圍轉車站－田心村（D1）                 | 車公廟路                                 | 車公廟路                                 | 10           | 博康邨                        | 博康巴士總站         |
| 9                                        | 9                                        | 西區海底隧道轉車站（A3）                 | 西區海底隧道轉車站（A3）                 | 西區海底隧道                             | 西區海底隧道                             | 11           | 水泉澳邨城泉樓                | 博泉街               |
| 10                                       | 10                                       | 港澳碼頭                                 | 港澳碼頭                                 | 干諾道中                                 | 干諾道中                                 | 12           | 水泉澳巴士總站                | 水泉澳公共運輸交匯處 |
| 11                                       | 11                                       | 中環街市                                 | 中環街市                                 | 德輔道中                                 | 德輔道中                                 | 13           | 多石街                        | 多石街               |
| 12                                       | 12                                       | 皇后像廣場                               | 皇后像廣場                               | 遮打道                                   | 遮打道                                   | 14           | 愉翠苑巴士總站                | 愉翠苑公共運輸交匯處 |
| 13                                       | 13                                       | 金鐘站                                   | 金鐘站                                   | 金鐘道                                   | 金鐘道                                   |              |                               |                      |
| 14                                       | 14                                       | 軍器廠街                                 | 軍器廠街                                 | 軒尼詩道                                 | 軒尼詩道                                 |              |                               |                      |
| 15                                       | 15                                       | 菲林明道                                 | 菲林明道                                 | 軒尼詩道                                 | 軒尼詩道                                 |              |                               |                      |

## 路線紀錄
本路線投入服務後，創下多項紀錄：
1. 沙田區首條取道西區海底隧道的專利過海巴士路線；
2. 新界東和青沙公路首條西隧聯營路線；
3. 自2010年12月20日373A線撤出青沙公路（長沙灣至沙田段）後，該路段首條常規專利過海巴士路線；
4. 自1999年8月16日九巴及城巴聯營的西隧917線重新改經紅隧並重新更改編號為117後，首條由九巴及城巴聯營的西隧過海路線；
5. 城巴首條取道青沙公路（長沙灣至沙田段）的專利巴士路線；
6. 打破了973線維持了14年半的紀錄，成為香港專利巴士路線中，當時編號最大的路線；但此紀錄僅維持了不足三年，於2015年8月22日被取代305線的985線所打破，而該線的紀錄後來亦於2021年4月26日被當日開辦的989線所打破；
7. 在2018年1月22日至6月2日期間，水泉澳特別班次比愉翠苑常規班次更多。而特別班次比常規班次多的安排十分罕見。

## 客量
此線專為182繁忙時間而設，主要以沙田東部上班族為主，982X主要覆蓋愉翠苑、博康，以及182全日不能前往的水泉澳，每逢平日上午和傍晚時分高峰時段，每一班班次都有整車滿載的跡象。
另外，水泉澳邨開出的特別班次以及回程經水泉澳邨服務時間以外，再加上水泉澳邨住戶陸續入伙，都會花20-30分鐘步行博康邨乘搭182, 或者於水泉澳邨乘搭288前往沙田市中心轉乘港鐵東鐵線到紅磡站，再轉乘過海路線直達港島北岸（常見例如101、104、109、111、113、115），以及287X於青沙公路轉車站轉乘280X, 再在西區海底隧道收費廣場轉乘九巴西隧過海巴士線前往港島，收費比主線貴$1。
此外，由於水泉澳邨臨近馬鞍山郊野公園的慈沙古道（可通往慈雲山）、獅子山郊野公園 （涵蓋麥理浩徑沙田坳至鷹巢山自然教育徑段和衛奕信徑近十二笏至臨近九龍水塘段的行山徑），吸引港島區居民每逢假日都到此地行山郊遊，期望982X水泉澳特別班次和回程班次的982X全日服務，運輸署正評估客量情況。

## 外部連結
- 城巴982X路線圖 （页面存档备份，存于）